# 索蘭縣
索蘭縣是印度的一個縣，位於該國北部，由喜馬偕爾邦負責管轄，面積1,936平方公里，每年平均降雨量1,253毫米，識字率為85.02%，2011年人口576,670，人口密度每平方公里298人。

## 外部連結
- Solan district website
- DISTRICT PROFILE
- CULTURAL & TOURISM HERITAGE OF THE DISTRICT